# Debrikluobbal
Debrikluobbal är en sjö i Arjeplogs kommun i Lappland och ingår i Piteälvens huvudavrinningsområde. Sjön har en area på 0,49 kvadratkilometer och ligger 451 meter över havet. Debrikluobbal ligger i Piteälven Natura 2000-område. Sjön avvattnas av vattendraget Erikjaurjåkkå.

## Delavrinningsområde
Debrikluobbal ingår i det delavrinningsområde (734723-164173) som SMHI kallar för Mynnar i Varjisån. Medelhöjden är 477 meter över havet och ytan är 2,58 kvadratkilometer. Räknas de 3 avrinningsområdena uppströms in blir den ackumulerade arean 59,75 kvadratkilometer. Erikjaurjåkkå som avvattnar avrinningsområdet har biflödesordning 3, vilket innebär att vattnet flödar genom totalt 3 vattendrag innan det når havet efter 175 kilometer. Avrinningsområdet består mestadels av skog (68 procent). Avrinningsområdet har 0,5 kvadratkilometer vattenytor vilket ger det en sjöprocent på 19,5 procent.